# Salvatore Cuffaro
Salvatore Cuffaro, también conocido como Totò (Raffadali, 21 de febrero de 1958), es un médico y expolítico italiano, que fue presidente de la Región Siciliana desde el 17 de julio de 2001 hasta el 18 de enero de 2008.
Fue condenado a siete años de prisión por complicidad agravada con la Cosa nostra y revelación de secreto de sumario. Preso en la cárcel romana de Rebibbia desde el 20 de enero de 2011, recuperó la libertad el 13 de diciembre de 2015.